# Strada nazionale 42 del Colle di Tenda e di Valle Roja
La strada nazionale 42 del Colle di Tenda e di Valle Roja era una strada nazionale del Regno d'Italia, che congiungeva Moncalieri a Ventimiglia: l'arteria risultava spezzata in due tronconi, poiché prevedeva il passaggio in territorio francese tra Briga Marittima e il centro abitato di Piena Bassa, ora frazione di Breil-sur-Roya, dove allora erano situati i confini.
Venne istituita nel 1923 con il percorso "Innesto con la nazionale 40 presso Moncalieri - Savigliano - Cuneo - Borgo S. Dalmazzo - Colle di Tenda (passaggio interno ed esterno) - confine francese e dall'altro confine francese a Ventimiglia".
Nel 1928, in seguito all'istituzione dell'Azienda Autonoma Statale della Strada (AASS) e alla contemporanea ridefinizione della rete stradale nazionale, il suo tracciato costituì per intero la strada statale 20 del Colle di Tenda e di Valle Roia.